# トーマス・バーク
トーマス・バーク（Thomas Edward Burke、1875年1月15日 - 1929年2月14日）は、アメリカ合衆国の陸上競技選手である。1896年アテネオリンピック男子100mと400mの2種目を制した選手である。

## 人物
バークは、ボストン大学の学生で、400mと、440ヤードでは国内のタイトルを取るようなランナーであったが、1896年アテネオリンピックに出場するときにはそんなに注目されるような選手ではなかった。多くのトップ選手が欠場する中、バークは100mで優勝し、周囲を驚かせた。またさらに注目を浴びたのが、彼の「クラウチングスタート」であった。今ではこのスタートが標準であるが、当時は普及していなかったのである。バークは、予選、決勝とも12.0秒のタイムを出している。
また、バークは彼の得意種目であった400mも出場し、優勝している。予選を58.4秒、決勝を54.2秒で走り、ともにトップでゴールしている。
オリンピック後、バークはもっと長い距離に専門を移している。1897年には、アテネオリンピックのマラソンの成功に感化され、毎年度行われているボストンマラソンの創始者の一人となった。
後に、バークは、弁護士となったが、時にはスポーツ記者や陸上競技のコーチをすることもあった。